# St David's (Cardiff)

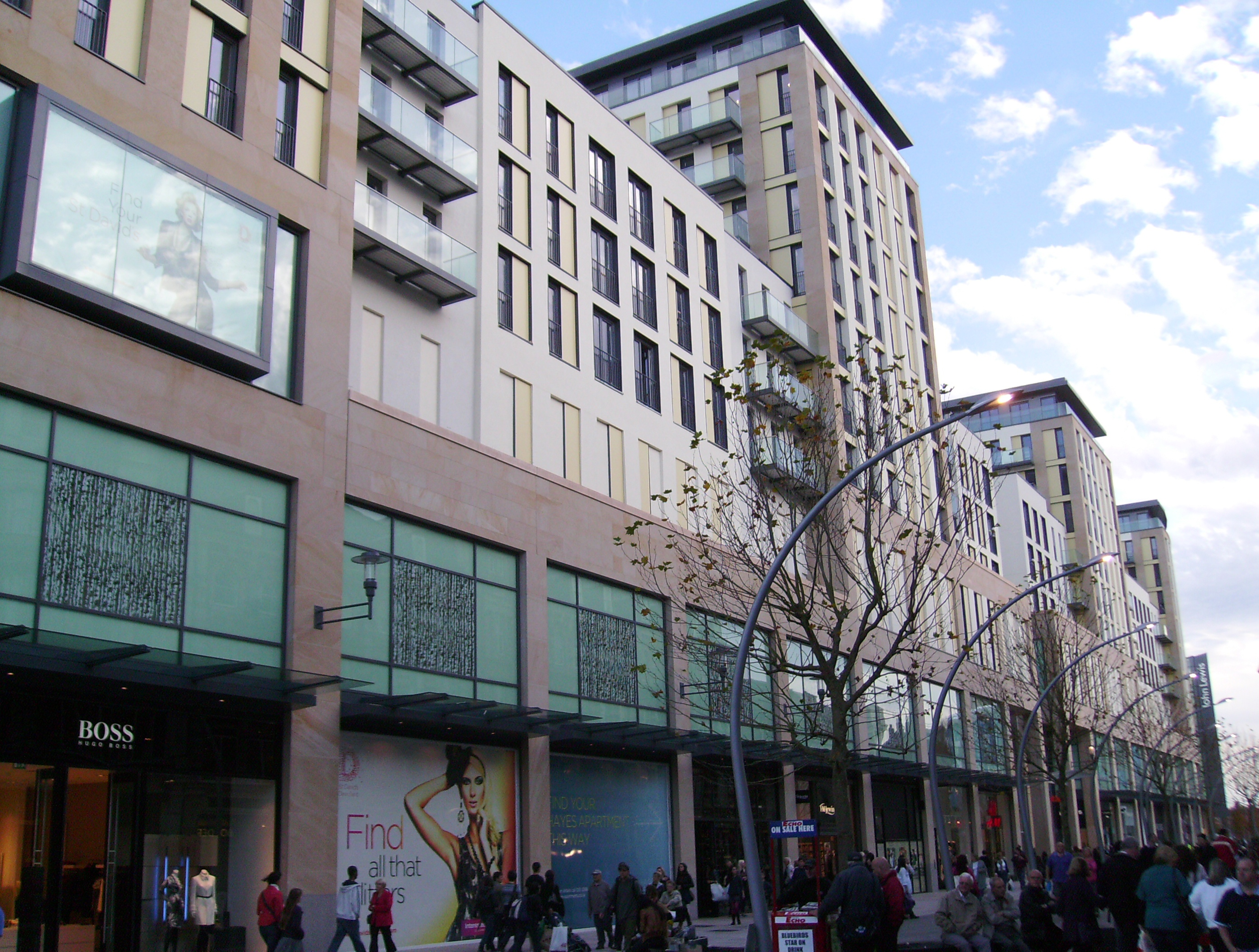
St. Davids Centre

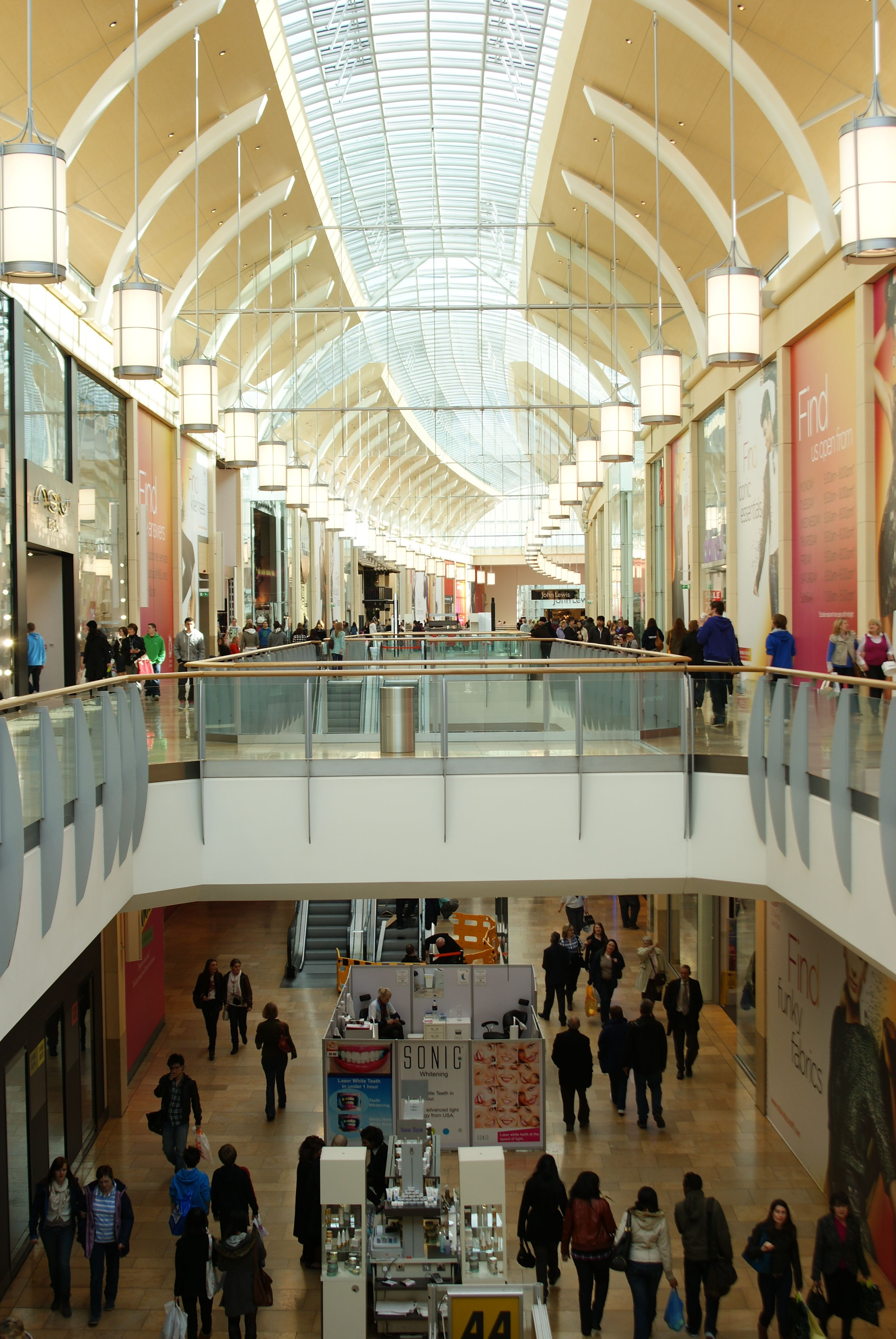
Grand Arcade

Il St David's (noto anche come St David's Shopping Centre) è il più grande centro commerciale di Cardiff e del Galles in generale, oltre ad essere uno dei più grandi della Gran Bretagna. La prima parte del centro commerciale è stata aperta nel 1982. Dopo un ampliamento nel 2009 e un'accurata ristrutturazione, il centro commerciale è stato riaperto nel 2009. L'area commerciale si estende su 129.561 mq e 203 negozi. Il centro commerciale è gestito da Intu Group.

## La prima fase di costruzione
Il St David's è stato aperto al pubblico per la prima volta nel gennaio 1981. Tuttavia, l'apertura ufficiale non ebbe luogo fino al 24 marzo 1982. Il centro ha quattro ingressi situati su Queen Street, Cathedral Walk, Working Street e Hills Street. L'ingresso di Hills Street collega la zona nord della seconda parte del centro commerciale. All'interno dell'edificio sono presenti diversi corridoi di collegamento, che consentono un rapido passaggio tra la prima metà dell'edificio e la seconda.

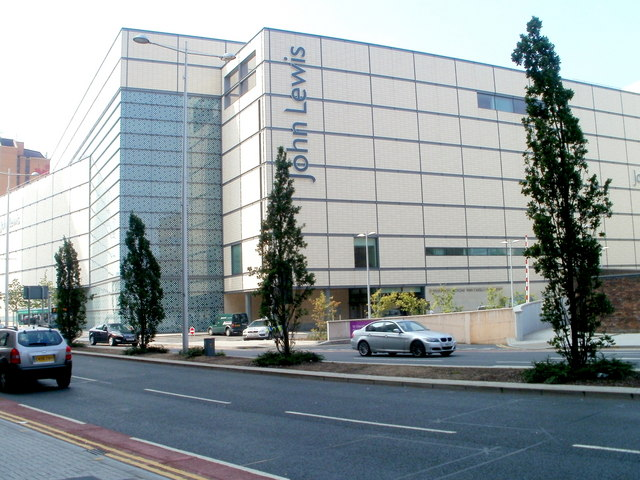
Il St. David's con il John Lewis Store

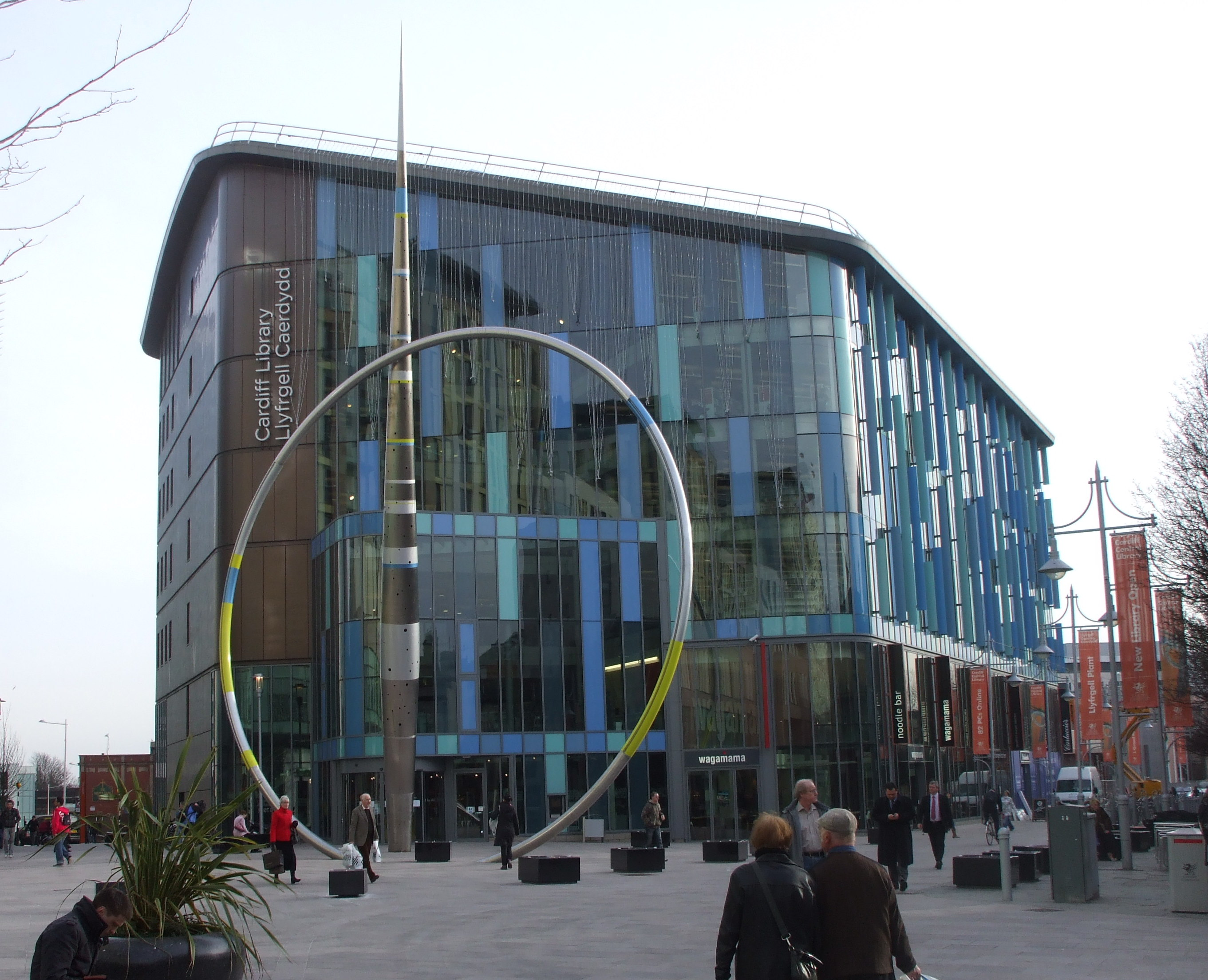
Cardiff Library con l'Alliance Sculpture

## La seconda fase di costruzione
Il St David's, e gran parte dell'estremità meridionale del centro commerciale, è stata ristrutturata come parte dello sviluppo di St David's 2. La seconda fase di costruzione ha visto un'estensione del centro commerciale da 675 milioni di sterline che ha comportato la demolizione di gran parte delle zone e degli edifici meridionali della città. Tra gli edifici demoliti ci sono l'Oxford Arcade, il St David Market, il St David's Link, inclusa la Cardiff Central Library, il parcheggio su NCP Tredegar Street, la Wales National Ice Rink e Toys "R" Us, che si trova al Cardiff International Sports Village.
Durante la seconda fase di costruzione, il complesso era noto come St. David's 2. Dopo il completamento, è stato stabilito il nome correntemente in uso. La seconda fase di costruzione comprende un totale di tre edifici principali. L'edificio della Central Library occupa l'ex sito del parcheggio del Mariott Hotel, il negozio John Lewis occupa l'ex Wales National Ice Rink e il centro commerciale principale occupa l'ex sito dell'Oxford Arcade, St David's Link e il lato occidentale di Bridge Street. Gli appartamenti, noti anche come Hayes Apartments, sono stati costruiti sopra il centro commerciale.
Il secondo edificio è diviso in tre sezioni, queste sono:
- St David's Walk, che conduce all'estensione di Debenhams e al Grand Arcade.
- St. David's Way, la parte originale di St David's.
- Grand Arcade, che collega St David's Walk all'interno del centro commerciale originale al John Lewis Store. Il Grand Arcade è diviso su due piani.

Ad est del centro commerciale si trovano principalmente diversi ristoranti e caffetterie, distribuiti su due piani.
Il primo grande magazzino John Lewis in Galles, gestito dalla catena John Lewis, è stato aperto nel 2009 ed è attualmente il negozio più grande al di fuori di Londra. John Lewis ha aperto quattro settimane prima dell'apertura del St David's Arcade.